# Coleophora taygeti
Coleophora taygeti é uma espécie de mariposa do gênero Coleophora pertencente à família Coleophoridae.